# 워싱턴 해군 군축 조약

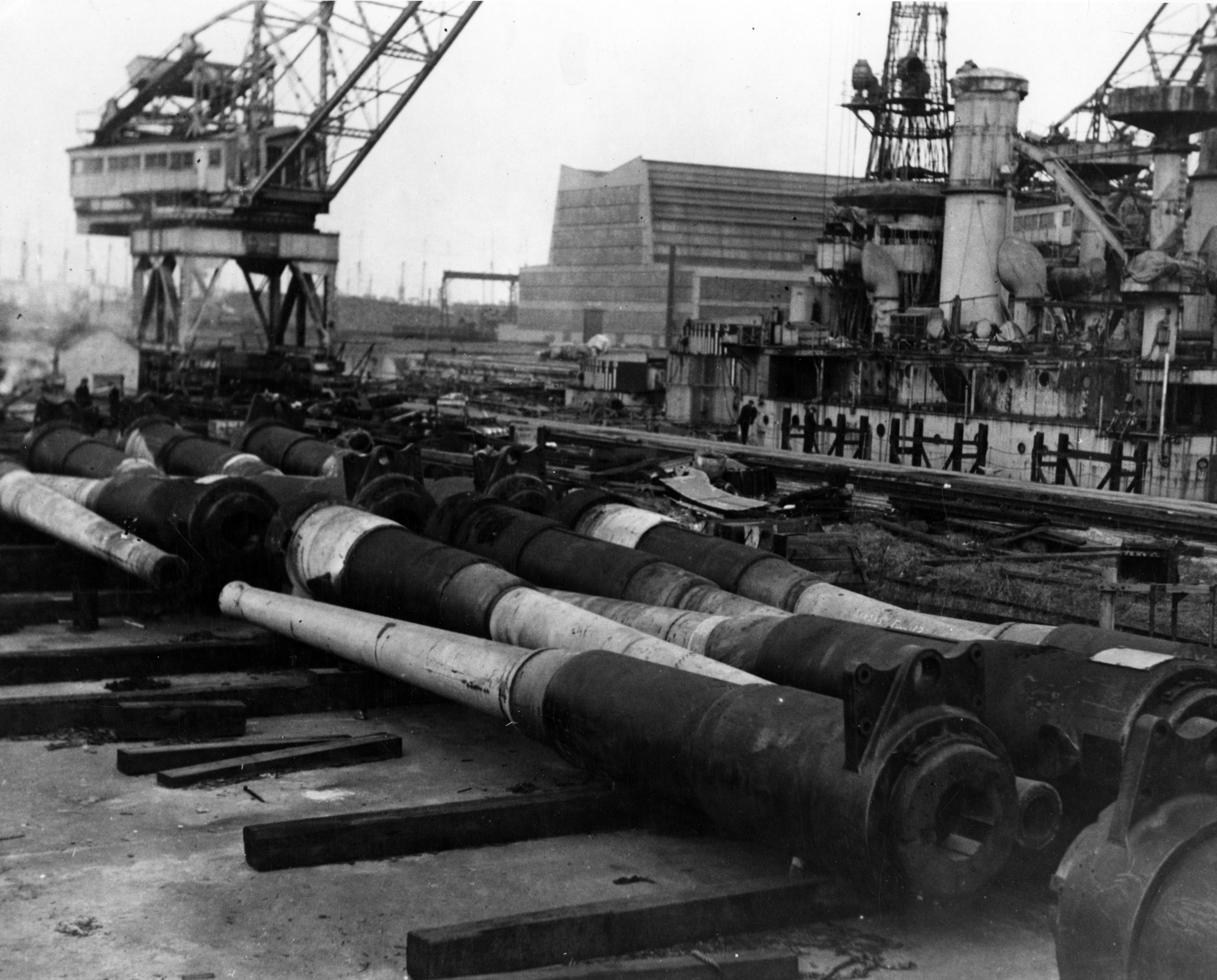
1923년 12월 필라델피아 해군 조선소에 있는 포. 가 해체되고 있다.

워싱턴 해군 군축 조약(Washington Naval Treaty)은 1921년 11월 11일에서 1922년 2월 6일까지 미국의 워싱턴 DC에서 개최된 워싱턴 회의 중 해군의 군축 문제에 대한 토의에서 채택된 조약이다. 미국, 영국, 일본, 프랑스, 이탈리아의 전함, 항공모함 등의 보유 제한에 합의하는 내용이었다.

## 배경
제1차 세계 대전이 끝난 후에 전승국이 된 연합군 측은 해군력 (특히 전함)의 증강을 추진했다. 각국의 군비 확장 계획 중 대표적인 것은 미국의 〈다니엘스 계획〉(삼년 함대 계획이라고 함)과 일본의 〈88 함대 계획〉이다. 그러나 군비 확장에 따른 경제적 부담은 각국의 국가 예산을 압박했으며, 건조 계획을 지체시키고 있었다. 앞의 88 함대를 예로 든다면, 함대 건조만을 위해 국가 예산의 1/3을 사용하는 것이었고, 유지만으로도 절반 정도를 사용하는 것이었다. 따라서 미국 대통령 워런 G. 하딩의 제안으로 전승 5개국 군축을 실시하게 된다.
5대 해군 열강은 함선 건조 경쟁을 억제하기 위해, 전함 등의 건조에 엄격한 제한을 가하기로 합의했다. 조약은 회원국 각자가 보유한 주력함의 수와 그 배수량 총량을 제한했다. 계획 중이거나 건설 중인 잠수함은 즉시 취소 또는 폐기하기로 했다. 새로운 전함의 건조는 협약 체결 후 10년간 동결하기로 했고, 예외적으로 20년 이상된 함을 퇴역시키는 대안으로 만 건조할 것을 허용했다. 그리고 또 어떤 신조함도 주포 구경은 16인치(406mm) 이하, 배수량은 35,000톤 이하로 제한하기로 했다.

## 내용
조약은 건조 중인 함선을 모두 폐기한 후, 미국과 영국, 일본, 프랑스와 이탈리아의 보유함을 총 배수량 비율을 5:3:1.75로 결정했다. 자세한 내용은 다음의 도표와 같다. 또한, 각 숫자의 유래와 논거에 관해서는 확실하지 않다.
| 함종   | 총배수량                                                                  | 함당 기준배수량                    | 함포 |
| ------ | ------------------------------------------------------------------------- | ---------------------------------- | --- |
| 전함   | (미영) 50만톤 (일본) 30만톤 (프 이) 17만 5000톤 ※ 아래 무츠의 문제로 개정 | 3만 5000톤                         | 주포 16인치 이하                                                                                              |
| 항모   | (미영)13만 5000톤 (일본) 8만 1000톤 (프, 이) 6만톤                        | 2만 7000톤 2함에만 3만 3000톤 한정 | 8인치 이하 6인치 이상 장착하는 경우 5인치 이상의 포 합계 10문 이하 앞의 2함에만 5인치 이상의 포를 총 8문 이하 |
| 순양함 | 제한없음                                                                  | 1만톤 이하                         | 5인치 이상~8인치 이하                                                                                         |

## 같이 보기
- 암스 컨트롤